# Formosat-2
Formosat-2 (auch ROCSAT 2 – Republic of China Satellite 2 genannt) ist ein taiwanischer Erdbeobachtungssatellit des Taiwanese National Space Program Office (NSPO) aus dem Programm Formosat.
Er diente primär der Fernerkundung der Erde. Die Bilder hatten eine Schwadbreite von 24 × 24 km und eine geometrische Auflösung von 2 m (panchromatisch) bzw. 8 m (Vierkanal-Multispektral). Sie wurden für zahlreiche Anwendungen wie Agrarwissenschaft, Landschaftsschutz, Katastrophenschutz und Ähnliches genutzt. Die Sensoren der mit einem 60-cm-Spiegel ausgerüsteten Kamera des Remote Sensing Instrument (RSI) arbeiteten im Spektralbereich von 0,45 bis 0,90 μm (panchromatische Kamera) beziehungsweise 0,45–0,52 μm (blau), 0,52–0,60 μm (grün), 0,63–0,69 μm (rot) und 0,76–0,90 μm(nahes Infrarot). Daneben ist noch das Instrument Imager of Sprites and Upper Atmospheric Lightning (ISUAL) zur Beobachtung von Blitzen in der oberen Atmosphäre (40–100 km) an Bord.
Der Satellit wurde am 19. Mai 2004 von der Vandenberg Air Force Base mit einer Taurus-XL-Rakete in eine sonnensynchrone Umlaufbahn gestartet. Den Satellitenbus lieferte Astrium. Als Lebensdauer waren fünf Jahre geplant, der Satellit arbeitete aber über 12 Jahre ohne Probleme. Ende Juni 2016 trat ein irreparabler Defekt auf, so dass die NSPO den Satelliten am 19. August 2016 außer Betrieb nahm.
Der Start des Nachfolgers Formosat-5 erfolgte am 24. August 2017.